# بلتسویل (مریلند)
بلتسویل (به انگلیسی: Beltsville) شهری در ایالت مریلند کشور ایالات متحده آمریکا است که جمعیت آن در سرشماری سال ۲۰۱۰ میلادی، ۱۶٬۷۷۲ نفر بوده‌است.